# Xã Richland, Quận Madison, Indiana
Xã Richland (tiếng Anh: Richland Township) là một xã thuộc quận Madison, tiểu bang Indiana, Hoa Kỳ. Năm 2010, dân số của xã này là 4.775 người.